# 1865 in Italia

## Avvenimenti

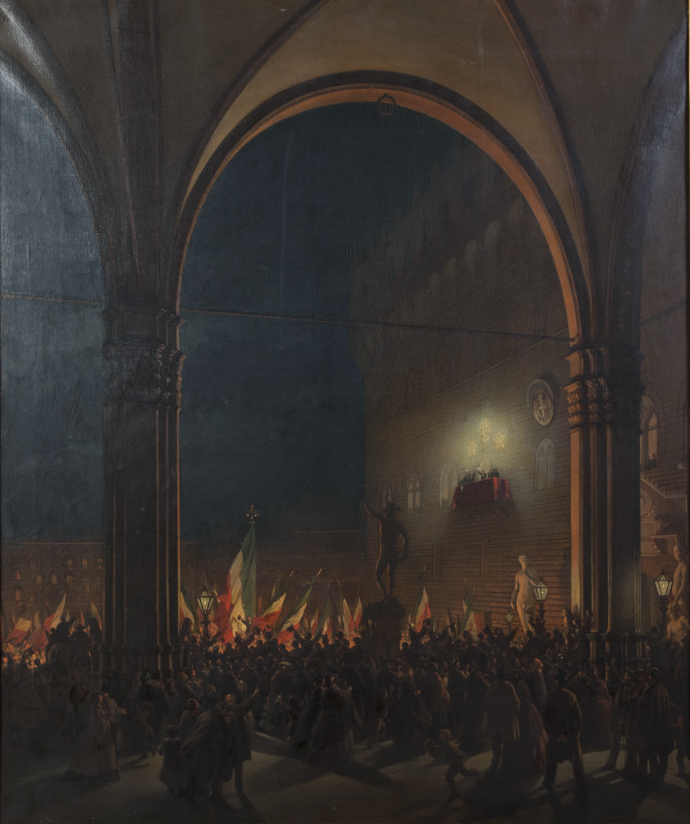
Celebrazioni dell'arrivo a Firenze di Vittorio Emanuele II

- 29 gennaio: eruzione dell'Etna; si conclude nella metà di giugno.

- 3 febbraio: Vittorio Emanuele arriva a Firenze e si insedia a Palazzo Pitti. La città diventa la capitale del regno d'Italia, fino al 1870.

- 20 marzo: legge sui lavori pubblici preparata dal ministro Stefano Jacini. Unisce i vari corpi di ingegneria degli stati unificati.[1] Vasta campagna di lavori pubblici. La rete ferroviaria ha raggiunto 4 500 km.

- 2 aprile : promulgazione della legge sull'unificazione legislativa e amministrativa (legge Vacca).[2]

- 25 giugno : promulgazione del Codice civile del Regno d'Italia; entra in vigore il 1 gennaio 1866.[3] Sostituisce le leggi e i codici civili vigenti negli stati italiani preunitari.

- 22 e 29 ottobre : Elezioni politiche in Italia del 1865.[4]

- 18 novembre : inizio della IX legislatura del Regno d'Italia.[5]

- 19 dicembre : il governo La Marmora II è messo in minoranza su alcune misure amministrative per provvedere alla situazione finanziaria proposte da Quintino Sella.[6]
- 23 dicembre : firma della Convenzione di Parigi per la creazione dell'Unione monetaria latina tra Francia, Svizzera, Belgio, Lussemburgo e Italia.[7]
- 31 dicembre: governo La Marmora III[6].
- 31 dicembre: il governo italiano firma a Berlino un trattato commerciale con le Zollverein tedesca. Il riavvicinamento economico sarà presto completato da un'alleanza militare contro l'Austria.[8]

- attivazione della "Bari-Gioia del Colle", primo tratto della Ferrovia Bari-Taranto, che verrà completata nel 1868

## Cultura

### Archeologia
- scoperta a Corneto della Tomba della Pulcella[9] e della Tomba delle cinque sedie alla necropoli della Banditaccia di Cerveteri.[10]

- istituzione del Museo archeologico ostiense da parte di Pietro Ercole Visconti, per volere di Pio IX

### Opera
- 30 maggio : debutta al Teatro Carlo Felice di Genova l'Amleto, opera di Franco Faccio, su libretto di Arrigo Boito tratta dall'Amleto di Shakespeare.